# استسقاء الرئة في المرتفعات
الاستسقاء الرئوي في المرتفعات أو وذمة الرئة في المرتفعات (بالإنجليزية: High-altitude pulmonary edema)‏ هي حالة طوارئ وشكل من أشكال الاستسقاء الرئوي لاقلبية المنشأ (تجمُّع السوائل بالرئة)، يحدث في الأصحاء عندما يصلون لارتفاع 2500 متر. ظهرت أيضًا بعض الحالات بعد ارتفاع 1500 إلى 2500 متر أو 4900 إلى 8200 قدم في الأشخاص القابلين للإصابة عن غيرهم للإصابة.
يحدث الاستسقاء الرئوي في المرتفعات في الأشخاص الذين كانوا يعيشون في المنخفضات وسافروا إلى ارتفاع 2500 متر (8200 قدم). يوجد أيضًا حالة استسقاء رئوي بعد العودة للمرتفعات، وتحدث في أشخاص كانوا يعيشون في المرتفعات ولكنهم هبطوا لفترة من الزمن ليعيشوا في المنخفضات، ثم عادوا للمرتفعات مرة أخرى.
هناك العديد من العوامل التي تزيد قابلية الفرد للإصابة بالاستسقاء الرئوي في المرتفعات، منها العوامل الوراثية، لكن ما يزال الفحص الدقيق لذلك غير نهائي. تظل حالة الاستسقاء الرئوي في المرتفعات سببًا رئيسًا للوفاة بعد التعرُّض للمرتفعات، ويزداد معدل الوفيات إذا لم يخضع الفرد للعلاج.

## الأعراض والعلامات
تختلف التغيرات الفسيولوجية والعرضية تبعًا للمرتفع الذي سبب الإصابة.
وضع إجماع بحيرة لويس للاستسقاء الرئوي في المرتفعات شروطًا لتشخيص الأعراض. وتشمل تلك الأعراض في حالة الصعود للمرتفعات الآتي:
اثنين على الأقل من هذه الأعراض:
- ضيق النفس عند الراحة
- السعال
- ضعف في الأداء الرياضي
- ضيق الصدر والاحتقان

اثنين على الأقل من هذه العلامات:
- أزيز عند التنفس
- تغير لون الجلد المركزي للون الأزرق (زرقة مركزية)
- تسرع التنفس
- تسرع القلب

## عوامل الخطر
تساعد العديد من العوامل على الإصابة بالاستسقاء الرئوي في المرتفعات، منها عوامل جندرية (تزيد في الذكور)، وعوامل وراثية، والإصابة بتلك الحالة من قبل، ومعدل الصعود، والتعرُّض للبرودة، وذروة الارتفاع، وشدة الإجهاد الجسدي، وبعض الحالات الطبية (مثل الإصابة بارتفاع الضغط الرئوي). تُزيد بعض العيوب التشريحية فرصة الإصابة بالحالة، مثل رتق الرئة، والتحويلات القلبية من اليسار لليمين (مرض قلبي لازراقي)، وكلاهما يزيد من تدفق الدم الرئوي. وبفحص الأفراد القابلين للإصابة بالحالة، وجِد أن احتمالية وجود ثقبة بيضوية بهم تزيد عن غيرهم بأربع مرات. لا يوجد حتى الآن داعٍ أو توصية لذوي الثقبة البيضوية للسعي لإغلاقها جراحيًا قبل الصعود للمرتفعات.
وجد أن المصابين بالاستسقاء الرئوي في المرتفعات لديهم استجابة دورية مفرطة لنقص الأكسجين في فترة الراحة وأثناء الرياضة، بعد إجراء الدراسات عند مستوى سطح البحر. يمتلك هؤلاء الأفراد ضغطًا رئويًا ومقاومة وعائية رئوية أعلى من القياسات الطبيعية. وضحت تسجيلات التصوير العصبي الدقيقة في هؤلاء الأفراد علاقة مباشرة بين ارتفاع ضغط الشريان الرئوي وفرط نشاط الجهاز العصبي الودي، ما يعلل الاستجابة المفرطة لنقص الأكسجين في هؤلاء الأفراد.
يرتبط عطب البطانة الغشائية بحدوث الاستسقاء الرئوي في المرتفعات، ويشمل نقص مادة أكسيد النيتريك (مادة توسيع للأوعية الدموية) وزيادة مادة الإندوثيلين (مادة تضييق الأوعية)، وضعف القدرة على توصيل المياه والصوديوم عبر الحويصلات الهوائية والنسيج الطلائي.
ما تزال بيانات الأسس الوراثية لقابلية الإصابة باستسقاء الرئة في المرتفعات متضاربة والتفسير صعبًا. تشمل الجينات المعنية باستسقاء الرئة في المرتفعات تلك الموجودة في نظام الرينين-أنجيوتنسين ومخلقة أكسيد النتريك والعوامل المحفزة لنقص الأكسجين. يمكن للاختبارات الجينومية المستقبلية أن توفر صورة واضحة عن العوامل الوراثية المساهمة في الإصابة.

## الفيزيولوجيا المرضية
يظل هذا الموضوع محل فحص واسع. ساعدت العديد من الدراسات والمراجعات في السنوات السابقة في إيضاح الآلية المقترحة للاستسقاء الرئوي في المرتفعات. يُعتبر نقص الضغط الجزئي للأكسجين الشرياني الناتج عن الضغط المنخفض في المناطق المرتفعة، عاملًا محرضًا على الإصابة باستسقاء الرئة في المرتفعات. يُعتقد أن نقص الأكسجين يساعد في حدوث الآتي:
1. زيادة ضغط الشريان الرئوي وضغط الشعيرات الدموية (فرط ضغط الدم الرئوي) ثانويًا على ضيق الأوعية الرئوية الاختناقي.[7]
2. زيادة ضغط الشعيرات الدموية (الضغط الهيدروستاتيكي) بسبب امتلاء الشعيرات الدموية بالدم وزيادة نفاذية البطانة الغشائية، المعروف باسم «فشل المواد/الإجهاد». يؤدي إلى المزيد من تسريب الخلايا والبروتينات إلى الحويصلات الهوائية، أو وذمة الرئة (الاستسقاء الرئوي).[8]

يحدث ضيق الأوعية الرئوية الاختناقي منتشرًا في كل مناطق الرئة. ويتضح ذلك بدليل التصوير بالأشعة في رئات المصابين باستسقاء الرئة في المرتفعات، إذ تظهر الرئة مليئة بالتخللات «الانتشارية» و«المرقعة» و«المزغبة».
بالرغم من ارتباط فرط الضغط الرئوي بحدوث الاستسقاء الرئوي في المرتفعات، لكن وجود فرط الضغط الرئوي وحده لا يفسر حدوث الوذمة، ربما يوجد فرط الضغط الرئوي الشديد في غياب الاستسقاء الرئوي السريري في المرتفعات في الأفراد الموجودين في المرتفعات.

## التشخيص
يعتمد تشخيص الاستسقاء الرئوي في المرتفعات على الأعراض، ولكن قد تتداخل الأعراض مع تشخيصات أخرى. كانت هذه الحالة تلتبس مع حالة الالتهاب الرئوي، ما أدى إلى علاج غير ملائم. يحدث الاستسقاء الرئوي في المرتفعات خلال 2 إلى 4 أيام من الصعود إلى المرتفعات الفائقة عن 2500 متر (8200 قدم)، ويبدو أن الأعراض تزداد سوءًا في الليلة الثانية. الأعراض المبدئية مبهمة وتشمل قصر النفس ونقص القدرة على الأداء الرياضي وزيادة الوقت المطلوب للتعافي من المجهود والإرهاق والتعب عند الصعود على التلال. يصاب الأفراد بعد ذلك بسعال جاف وربما يصابون بالزرقة في الشفة. تشمل السمات الرئيسة الأخرى للمرض عسر التنفس عند الراحة. قد تشمل الأعراض المتأخرة الأخرى وجود قشع رغوي وردي اللون أو دموي. ربما يصاب بعض الأفراد بأعراض عصبية مصاحبة للاستسقاء، مثل الرنح والغياب عن الوعي ووذمة الدماغ (وذمة دماغية في المرتفعات).
يُظهر الفحص الجسدي زيادة معدل التنفس وزيادة معدل نبضات القلب وحمى منخفضة الدرجة عند 38.5o. يُظهر الاستماع لأصوات التنفس وجود أزيز في رئة واحدة أو الرئتين معًا، تبدأ في الفص الأوسط في أغلب الأحوال. يمكن رؤية ذلك في الأشعة السينية والأشعة المقطعية على الصدر. من السمات المميزة للاستسقاء الرئوي في المرتفعات انخفاض مستويات التشبع في قياس التأكسج عن المتوقع قياسه في المرتفعات. لا يظهر الأفراد مرضى بالصورة التي تظهرها الأشعة السينية أو قياس التأكسج. يزيل إعطاء الأكسجين للمريض الأعراض ويحسن من قيمة قياس التأكسج، ويعكس تغيرات الأشعة السينية، في سمة مميزة للاستسقاء الرئوي في المرتفعات.

### التشخيص التفريقي
- الالتهاب الرئوي
- التهاب الشعب الهوائية
- الانصمام الرئوي
- متلازمة الشريان التاجي الحادة
- قصور القلب الحاد اللا تعويضي
- الربو
- مرض المسارات الهوائية التفاعلي
- نقص الصوديوم بعد المجهود الرياضي
- استرواح الصدر
- السد المخاطي

## الوقاية
الصعود بالتدريج من التوصيات الأساسية للوقاية من الاستسقاء الرئوي في المرتفعات. المعدل الموصى به للصعود هو نفسه المطلوب للوقاية من داء المرتفعات ووذمة الدماغ في المرتفعات.
توصي الجمعية الطبية للبراري المتسلقين فوق ارتفاع 3000 متر (9800 قدم) بـ:
- عدم زيادة الارتفاع اليومي للصعود عن 500 متر (1600 قدم)
- الحصول على يوم للراحة كل 3-4 أيام (لا مزيد من الصعود)[10]

في حالة تعذر تطبيق هذه التوصيات بسبب المعوقات اللوجستية أو عوامل التضاريس الأرضية، توصي الجمعية بأيام للراحة قبل أو بعد الانجازات الكبيرة. وبشكل عام، توصي الجمعية بعدم زيادة معدل الصعود اليومي عن 500 متر (1600 قدم).
تشير أغلب الدراسات للوقاية من الاستسقاء الرئوي لتفضيل استخدام النيفيديبين، بصفته باسط للأوعية الدموية في الرئة. تزداد قوة التوصية لاستخدام هذا العقار عند الأفراد الذين أصيبوا من قبل بالاستسقاء الرئوي في المرتفعات. طبقًا للبيانات المنشورة، تزيد كفاءة العلاج إذا حصل عليه المريض قبل الصعود بيوم واستمر بالحصول عليه لأربع أو خمس أيام، أو حتى النزول لأقل من 2500 متر.